# 在モーリシャス日本国大使館
在モーリシャス日本国大使館（英語: Embassy of Japan in Mauritius、フランス語: Ambassade du Japon à Maurice）は、モーリシャスの首都ポートルイスにある日本の大使館。

## 沿革
- 1968年3月12日、モーリシャスがイギリスから独立し、日本がモーリシャスを主権国家として承認する[1]。
- アンタナナリボの在マダガスカル日本国大使館が在モーリシャス日本国大使館（在モーリシァス日本国大使館[2]）の兼轄を開始する[3][4]。
- 2017年1月1日、ポートルイスに在モーリシャス日本国大使館が開設される[5]。

## 所在地
Level 12, One Cathedral Square, Jules Koenig Street, Port Louis 11328